# Kaiserkrone (Saské Švýcarsko)
Kaiserkrone (česky Císařská koruna) je 351 m n. m. vysoký erodovaný pozůstatek stolové hory, který se tyčí spolu s další stolovou horou Zirkelsteinem nedaleko od obce Reinhardtsdorf-Schöna nad údolím řeky Labe v Saském Švýcarsku. Na jižním úpatí se nachází několik pískovcových skal charakteristického tvaru, které daly hoře své jméno. Nachází se na území Chráněné krajinné oblasti Saské Švýcarsko. Saský romantický malíř Caspar David Friedrich je ve svém skicáři nazval Kaiserkrone a později je použil ve svém známém obraze Poutník nad mořem mlhy.

## Galerie

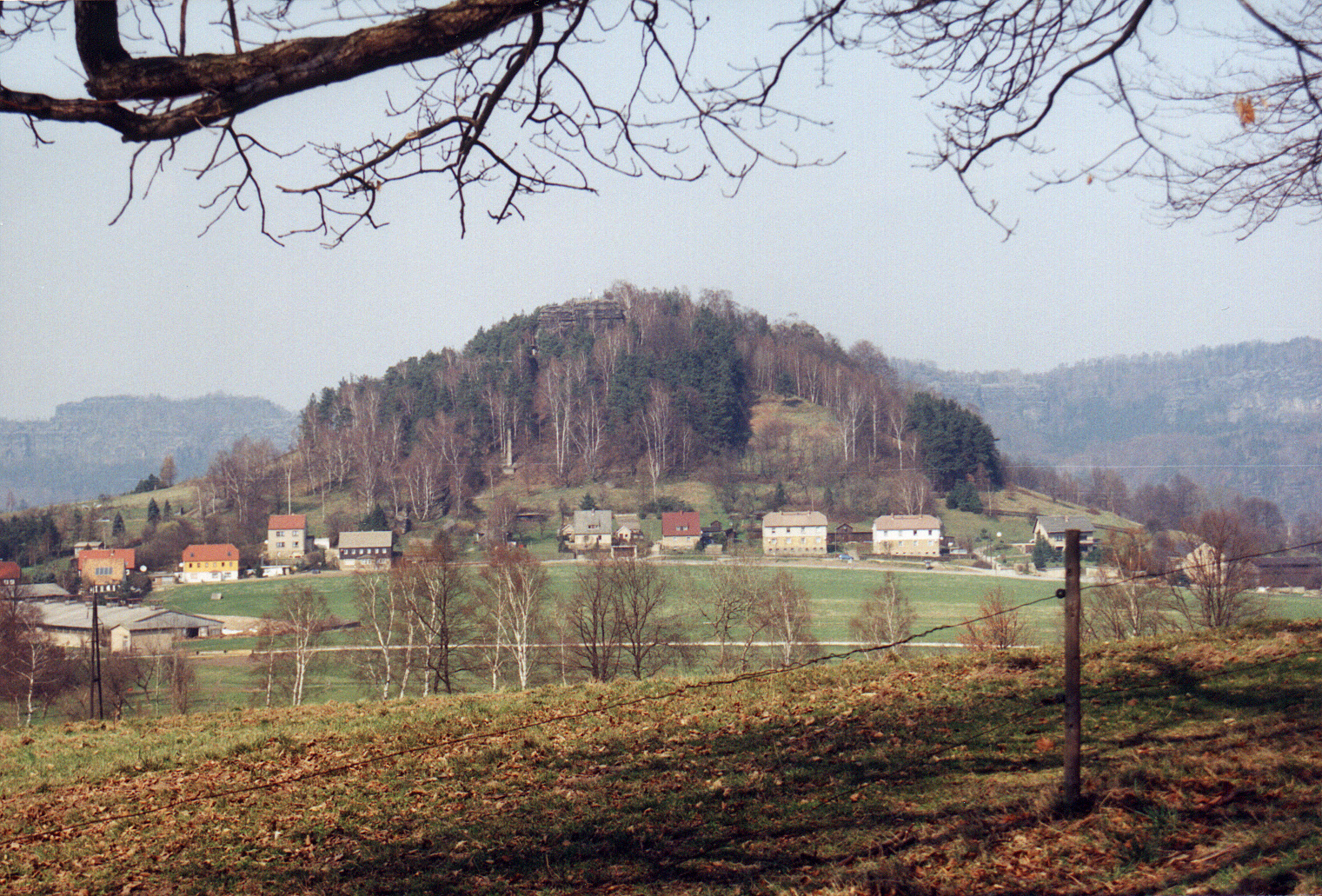
Kaiserkrone pohled od Zirkelsteinu
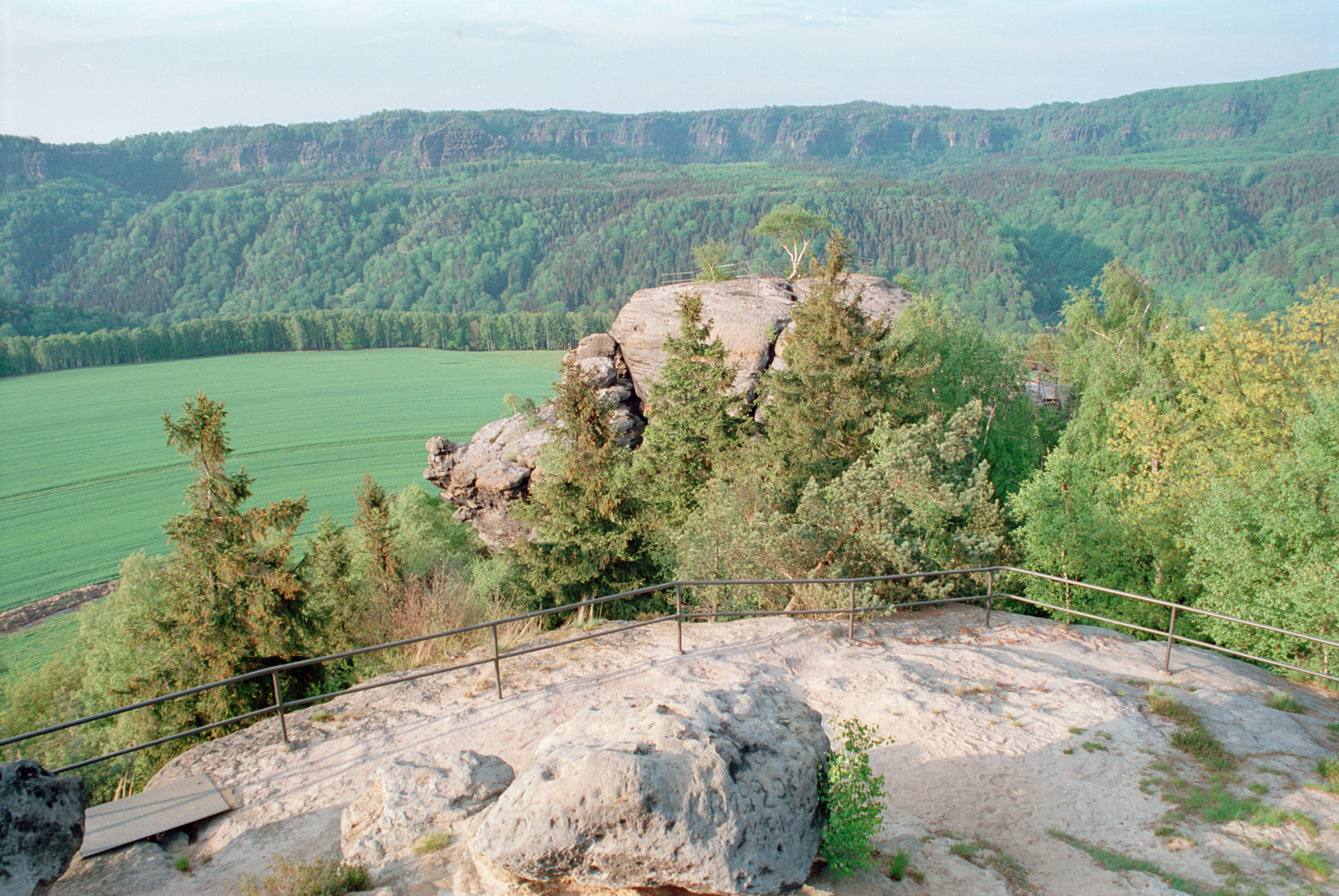
Pohled z vrcholu k Labi
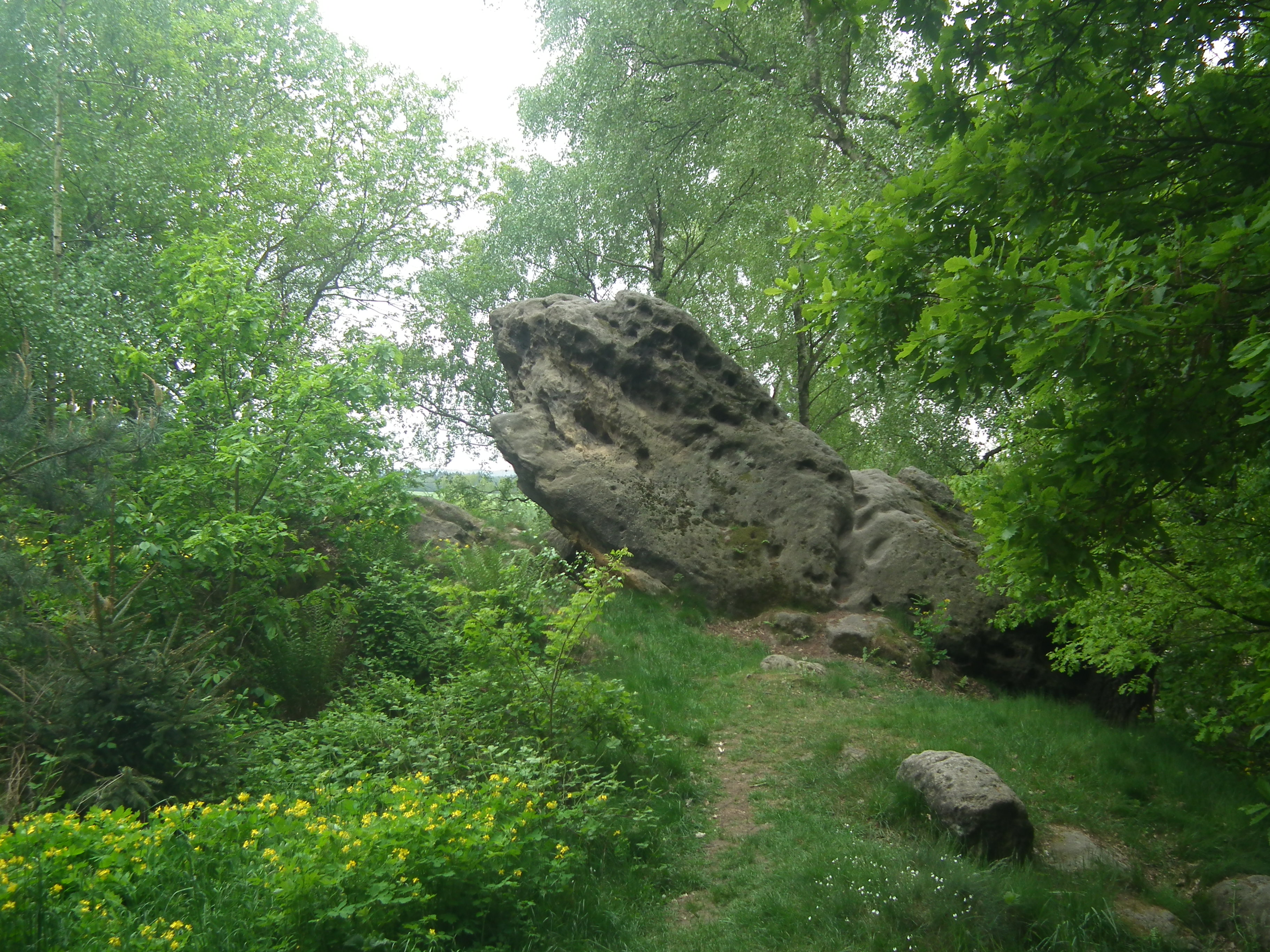
Skály na vrcholu